# دایکی آریوکا
دایکی آریوکا (انگلیسی: Daiki Arioka؛ زادهٔ ۱۵ آوریل ۱۹۹۱) بازیگر، و خواننده اهل ژاپن است.